# Canter's
Canter's Deli es un restaurante delicatessen  situado en  Fairfax District cerca de West Hollywood en Los Ángeles (California, Estados Unidos). 
El establecimiento abre sus puertas en 1931 en el barrio de Boyle Heights antes de establecerse en Fairfax District. Desde su origen es frecuentado por estrellas del cine y diversas celebridades.  
El restaurante propone comidas tradicionales judías (lox and bagels, corned beef, matzoh ball soup, challah, etc.) aunque no está reconocido como kosher ya que también ofrece bocadillos de jamón. Canter's está abierto 24 horas sobre 24 salvo durante las fiestas judías de Rosh Hashaná y Yom Kipur.

## Historia
La familia Canter abre un delicatessen en Jersey City (New Jersey) en 1924. Se mudan a la costa Oeste al mismo tiempo que numerosos judíos del noreste de Estados Unidos, y en 1931 abren un delicatessen en Brooklyn Avenue en el barrio de Boyle Heights donde reside una importante comunidad judía. Después de la Segunda Guerra Mundial, esta comunidad judía abandona ese barrio para trasladarse al Fairfax District (West Hollywood) y en la San Fernando Valley. La familia Canter sigue el movimiento y en 1948 abre un nuevo establecimiento en el n.º 439 de North Fairfax Avenue. En 1953, el restaurante se establece en el antiguo Esquire Theater (donde se proyectaban películas en idioma yiddish), un espacio mucho más amplio.
Canter's se convierte rápidamente en un lugar de encuentro para las personalidades del show business en razón de su proximidad con los estudios de cine y sus horas de apertura tardías. Sigue siendo el caso en la actualidad. 
En los años 1960, Canter's es un lugar en el cual se aglutinan los hipies, músicos de rock y otros protagonistas de la contracultura. Sunset Strip está a menos de un kilómetro de distancia por lo que Canter's es un lugar de encuentro para los músicos de rock. 
Canter's es reconocido por su pastrami, corned beef, matzoh ball soup, challah, lox and bagels, y el brisket. El restaurante ha recibido halagos por parte de la prensa (el Los Angeles Magazine afirma que los waffles de Canter's son los mejores de Los Ángeles y la revista Esquire dice que el sándwich Monte Cristo es uno de los mejores de los Estados Unidos).[cita requerida]
El bar en el interior de Canter's, llamado Kibitz Room, tiene su propia historia. Chuck E. Weiss, que frecuentaba regularmente régulièrement el establecimiento, ha escrito una canción sobre el Kibitz Room titulada "Rocking in the Kibbitz Room". Aunque el restaurante está abierto 24 horas sobre 24, el bar cierra a las 2 de la madrugada. Hay música en directo todas las noches. Numerosos artistas han debutado allí (The Wallflowers, Fiona Apple). Músicos como Phil Everly, Jackson Browne, Melissa Etheridge o Slash, amigo de infancia del dueño Marc Canter, han tocado en Canter's. Marc Canter ha publicado en 2008 un libro sobre el génesis del grupo Guns N' Roses (Reckless Road).
Canter's aparece en varias películas y series televisivas (Curb Your Enthusiasm en el episodio "The Blind Date" (2004) o Mad Men en el episodio "Time Zones" (2014)). En 2007, Adam Stein, finalista del show de Fox TV On the Lot, filma Dough: The Musical en Canter's. Canter's es también mencionado en la canción "Oh Daddy" de The Turtles.
En 2003, Canter's abre otro restaurante en el Treasure Island Hotel and Casino de Las Vegas, pero cierra sus puertas en diciembre de 2012.
El 14 de octubre de 2008, Canter's celebra su 60 aniversario ofreciendo a su clientela el famoso bocadillo de corned beef al mismo precio que en 1948 (60 centavos).
El 24 de julio de 2014, el presidente Barack Obama sorprende a los clientes y a los empleados visitando el restaurante de forma inesperada.